# Irará (Bahía)
Irará es un municipio brasileño del estado de Bahía. 

## Geografía
Su población estimada en 2011 es de 28.000 habitantes. Según el IGBE está inserta en la Región Económica 7 del Paraguaçu y en la Región Administrativa de Feria de Santana.
El municipio posee un área de 271 km² conforme el censo del 2000, de clima variado húmedo y suelos podzólico rojo / amarillo, equivalente a Eutrófico y suelos Litólicos Eutróficos.
Irará limita al norte con los municipios de Água
Fria; al sur, Coração de Maria; al este, Ouriçangas,; al oeste Santanópolis; al sudeste, Pedrão.

### Hidrografía
El municipio es bordeado por los ríos Seco y Parmirim.

## Iraraenses notables
Aristeu Nogueira, Dida, Diógenes de Almeida Campos, Edson Barbosa Filho, Emídio Brasileiro, Tom Zé, Gigi,  Vera Felicidade, João dos Reis Sant'anna Filho